# Cohozalm
De cohozalm of kisutchzalm (Oncorhynchus kisutch) is een soort uit de familie der zalmen (Salmonidae). De wetenschappelijke naam van de soort werd voor het eerst geldig gepubliceerd door Johann Julius Walbaum in 1792.

## Verspreiding
Ze worden voornamelijk gevonden in kustwateren. Cohozalmen verspreiden zich niet ver over de oceaan, zoals veel andere zalmsoorten. Ze worden in het eerste jaar ook in zoet water aangetroffen. Ze paaien in stromen uitmondend in het noorden van de Stille Oceaan. In het oosten van de Stille Oceaan komen ze voor van Neder-Californië tot Point Hope in Alaska en in het westen van de Stille Oceaan van de Anadyr in het Russische Verre Oosten tot Hokkaido (Japan). Ze komen sinds 1966 ook voor in de Grote Meren, maar daar wordt de stand kunstmatig hooggehouden ten behoeve van de hengelsport.

## Habitat
In zoet water preferen cohozalmen vrij traag stromend water met bodems van fijn grind. In de oceaan leeft de cohozalm dichter bij de kust dan de andere pacifische zalmen.

## Beschrijving en grootte
Het eerste jaar brengen cohozalmen door in zoet water. Ze worden dan nog smolts genoemd. Wanneer ze naar in de oceaan komen maakt de groeisnelheid een enorme sprong. Na twee jaar in de oceaan bereiken cohozalmen de geslachtsrijpheid, bij een gewicht van drie tot zes kilo. Ze kunnen tot 95 cm lang worden.
Coho's zijn forsgebouwde zalmen met unieke kleuren. De rugzijde is metaalblauw, de zijkanten zijn zilverachtig. Er ontwikkelen zich zwarte vlekken op de rug en op de bovenste lob van de staartvin. De zijlijn is gebogen ter hoogte van de borstvin en aan het einde is hij recht. Als de vissen gaan paaien worden de rug en de buik van de coho donker. Mannetjes ontwikkelen een felrode lijn en hun kaken krijgen een typische haak.

## Voortplanting
Drie tot vier jaar na de geboorte wordt de cohozalm volwassen. Van september tot oktober zwemmen de cohozalmen naar hun geboorterivieren. Als ze daar arriveren graaft het vrouwtje een nest in een bodem van fijn grind. Als de kuil klaar is schiet het vrouwtje kuit samen met één of twee mannetjes. De eitjes worden uitwendig bevrucht. Na de bevruchting worden de eitjes weer begraven door andere coho vrouwtjes die hun nestkuil nog aan het uitgraven zijn. Na het kuitschieten sterven de cohozalmen, wat het water voedselrijker maakt. Na zes tot acht weken komen de eieren uit, daarna verblijven de larven nog twee of drie weken in het grind, waar ze hun dooierzak verteren. Daarna verblijven ze nog ongeveer een jaar in de rivier, voordat ze naar de oceaan trekken.

## Gedrag
In het eerste jaar leven de cohozalm territoriaal, zoals forellen. Hun groei in het zoete water hangt af van de grootte en geschiktheid van het territorium, dat dan ook fanatiek verdedigd wordt.Ze groeien op in rivieren, waar ze rustig opgroeien en veilig zijn voor de predatoren in de oceaan. Zodra ze groot genoeg zijn om zich redelijk veilig in de oceaan te wagen profiteren ze van de grote hoeveelheid voedsel daar, waardoor ze heel snel kunnen groeien. Als ze terugkeren naar hun geboorterivier eten de cohozalmen niet meer. Ze kunnen met behulp van hun reukorgaan de weg terug naar hun geboorteplaats vinden.
De cohozalm vangt zijn prooi door een snelle sprint gevolgd door een aanval. Ze zijn erg beweeglijk. In zoet water eten ze insecten en kleine visjes. Grote vissen in de oceaan eten haring en pijlinktvis.

## Economisch belang
Het visvlees van de coho is van goede kwaliteit. De aanvoer van coho in Noord-Amerika is ongeveer 10,5 miljoen exemplaren. In Azië is dat ongeveer de helft.
Ook voor de hengelsport is het een belangrijke soort. Op zee wordt er op gevist door te slepen met  kunstaas. In het zoete water wordt de vis veel belaagd door vliegvissers.

## Bescherming
De cohozalm heeft geen speciale status. In de staat Washington lijden de populaties van wilde cohozalm in de straat van Georgia aan habitatverlies door de aanleg van stuwdammen en overbevissing en zijn daardoor in aantal zeer sterk afgenomen. Er zijn daar speciale maatregelen genomen om de visserijdruk te verlagen.